# Mord på ljusa dagen (film)
Mord på ljusa dagen (engelska: Evil Under the Sun) är en brittisk mysteriefilm från 1982 i regi av Guy Hamilton. Filmen är baserad på Agatha Christies roman med samma namn från 1941. I huvudrollen som den belgiske detektiven Hercule Poirot ses Peter Ustinov.

## Historia
Berättelsen är en Agatha Christies känslosamma triangeldrama och har likheter med novellerna Blodet på trottaren och Triangel på Rhodos. Det finns även vissa korresponderande likheter med handlingen i Döden på Nilen.
EMI Films hade en stor framgång med Mordet på Orientexpressen (1974). 1975 meddelade produktionschefen Nat Cohen att samma producenter skulle adaptera romanen Mord på ljusa dagen som en av sex filmer värda 6 miljoner pund, inklusive Spanish Fly (1975), Aces High (1976), The Likely Lads (1976) och Sweeney! (1977). Det slutade med att EMI gjorde alla dessa filmer förutom Mord på ljusa dagen. I maj 1977 meddelade EMI att de inte bara skulle göra en utan två Christie-filmatiseringar, Döden på Nilen (1978) och Mord på ljusa aagen. Till en början gjordes bara den förstnämnda, vilken introducerade Peter Ustinov som Hercule Poirot.
I mars 1981 meddelade Barry Spikings att EMI skulle göra Mord på ljusa dagen med en budget på 10 miljoner dollar. Producenten Richard Goodwin sa: "Vad vi försöker göra är att ge fantastisk eskapistisk underhållning som du kan ta med dina barn till och få det att se vackert ut på samma gång."
Manuset skrevs av Anthony Shaffer (som hade arbetat med Mordet på Orientexpressen och Döden på Nilen) och en okrediterad Barry Sandler. Filmatiseringen höll sig ganska nära Christies verk men kortade ner scener på grund av tidsbrist, tog bort mindre karaktärer och lade till humoristiska element som inte fanns i romanen. Dessutom utspelade sig romanen i Devon, men filmen utspelade sig på en ö i Adriatiska havet i det fiktiva kungariket Tyrania (baserat på Albanien). Karaktärerna Rosamund Darnley och Mrs. Castle slogs samman till Daphne Castle, spelad av Smith. Karaktärerna Major Barry, kommissarie Colgate och pastor Stephen Lane utelämnades, och den kvinnliga karaktären Emily Brewster skrevs om till en man vid namn Rex Brewster, spelad av McDowall.
Filmen regisserades av Guy Hamilton, som tidigare hade regisserat Spegeln sprack från kant till kant 1980 för samma producenter. Hamilton sa: "Jag tror att en av anledningarna till att böckerna och filmerna är så populära är att folk vet vad de kan förvänta sig, men nu försöker vi lägga till några överraskningar."
Kostymerna designades av Anthony Powell som hade vunnit en Oscar för bästa kostym 1979 för sitt arbete med Döden på Nilen.
Samtidigt som han marknadsförde filmen sa Peter Ustinov att han skulle göra en ny Poirot-film som utspelar sig i Jordanien, men att de inte kunde göra det ännu eftersom landet ännu inte hade faciliteterna. Richard Goodwin ville inte göra en till på några år och sa: "Vi vill inte överdriva dem". Det var troligt att detta var Döden till mötes, som producerades av Cannon Films och släpptes 1988. Ustinov återvände som Poirot och Anthony Shaffer skrev manuset, som var hans fjärde filmatisering av en Christie-roman.

## Handling
En vandrare hittar en död kvinna på North York Moors i England. Det strypta offret identifieras som Alice Ruber. Ungefär samtidigt ber ett försäkringsbolag den belgiske detektiven Hercule Poirot att undersöka en diamantring som tillhör miljonären och industrimannen Sir Horace Blatt. Poirot håller med om att det är en bluff och försäkrar företaget att Sir Horace skulle ha gett en riktig diamant till sin älskarinna Arlena Stuart Marshall. Hon hade tydligen lämnat tillbaka en falsk version efter deras splittring. Poirot går med på att träffa Marshall på en exklusiv ö i Adriatiska havet och konfrontera henne. Hotellet är det tidigare sommarpalatset för den regerande kungen av Tyrania, som nu ägs av Daphne Castle, som hade fått palatset "för utförda tjänster".
Sir Horaces före detta älskarinna Arlena, som är skådespelerska, är på semester med sin man Kenneth. Arlena misshandlar sin dotter Linda verbalt och flirtar med Patrick Redfern, som är gift med Christine. Arlena ordnade och betalade för att Patrick skulle vara på ön. Kenneth vänder sig till sin gamla vän Daphne, som blir förfärad över hur Arlena behandlar både honom och Linda. Arlena har också orsakat ekonomiska problem för teaterproducenterna Odell och Myra Gardener, som också är på resorten, genom att hoppa av en stor pjäs och tacka nej till en roll i en annan. Författaren Rex Brewster har redan spenderat de förskotterade royalties han fick för Arlenes avslöjande biografi, men hon vägrar att tillåta att den släpps, vilket gör honom arg.
Tidigt den tredje morgonen tar Arlena en trampbåt till Ladder Bay. Patrick och Myra tar en båttur runt ön och ser en kropp ligga orörlig på stranden. Patrick går fram till kroppen och ropar till Myra och säger att det är Arlena och att hon har blivit mördad. Poirot måste avgöra vem av sina sju medgäster, eller Sir Horace eller Daphne, som är mördaren.
Daphne hade hört Kenneth sitta på sitt rum och skriva vid tiden för mordet, och Christine var med Linda vid Gull Cove och gick inte därifrån förrän 11:55 för en tennismatch 12:30. Sir Horace grälade med Arlena om diamanten vid Ladder Bay klockan 11:30, vilket bekräftades av hans besättning och av Daphne. Arlena behöll diamanten och lovade en förklaring samma kväll, och Poirot hittar den falska juvelen i närheten av en grotta. Patrick gav sig av klockan 11.30 med Myra, när han såg Sir Horaces yacht komma och hörde kanonskottet vid middagstid. Rex träffade Linda när han gick in i Gull Cove klockan 12:00 och rapporterar att en flaska som kastades från toppen av en klippa nästan träffade honom. Odell sågs läsa av Daphne och hennes personal. Han hävdar att lågt vattentryck hindrade honom från att tvätta sig 12:15 före tennisen, men ingen erkänner att någon badade vid den tiden.
Poirot samlar ihop de misstänkta och anklagar Christine och Patrick för brottet: Christine knockade Arlena och gömde henne i den närliggande grottan, och Patrick ströp senare den hjälplösa Arlena. Christine poserade som Arlena med smink för att simulera en solbränna, Arlenas baddräkt och stora röda hatt, som avsiktligt skulle identifieras av Patrick och bevittnas av Myra från båten. Men Poirot hade känt lukten av Arlenas parfym i grottan. Christine ställde fram Lindas klocka tjugo minuter, föreslog att hon skulle ta på sig en badmössa för att dämpa ljudet av middagskanonen och rättade till klockan efteråt. Hon slängde ut flaskan med brunkräm, som nästan träffade Rex, och tvättade bort sin solbränna, vilket berövade hotellets dåliga vattensystem trycket. Poirot misstänker att Patrick bytte ut Sir Horaces juvel mot en kopia och att Patrick och Christine dödade Arlena för att dölja stölden. Redferns hånskrattar åt detektivens anklagelser och påpekar att han inte har presenterat något motiv och inga bevis.
När Patrick går ut från hotellet betalar han med check och skriver under "R" i "Redfern" på ett distinkt sätt som Poirot känner igen på samma sätt som "Felix Ruber", make till offret för Yorkshire moor, undertecknade sitt namn. Vandraren som hittade kroppen hade varit Christine, vilket etablerade Patricks alibi. Poirot vet att bilder från den brittiska polisen kommer att visa att Patrick och Felix är samma person. Patrick stoppar en pipa i munnen som aldrig har tänts under vistelsen. Poirot tömmer pipskålen för att avslöja den äkta diamanten. Patrick slår Poirot medvetslös. Slutscenen visar hur Daphne matar den nu medvetne Poirot och informerar honom om att kungen tilldelar honom St Goodwin-orden av första klass, medan Kenneth och Linda leende tittar på. Under tiden hålls flera medlemmar av Daphnes personal fångna på öns pendelbåt på väg till fastlandet medan Blatt, Brewster och Gardners glatt hånar det mordiska paret med en champagneskål från Blatts yacht.

## Rollista i urval
- Peter Ustinov – Hercule Poirot, den kände belgiske detektiven
- Maggie Smith – Daphne Castle, ägaren till semesteranläggningen
- Colin Blakely – Sir Horace Blatt, miljonär
- Diana Rigg – Arlena Stuart Marshall, glamorös skådespelare
- Denis Quilley – Kenneth Marshall, Arlenas make
- Emily Hone – Linda Marshall, Kenneths tonårsdotter från ett tidigare äktenskap
- Roddy McDowall – Rex Brewster, en pompös författare och teaterkritiker
- James Mason och Sylvia Miles – Odell och Myra Gardener, teaterproducenter från New York
- Nicholas Clay och Jane Birkin – Patrick och Christine Redfern, en stilig ung man och hans alldagliga fru

## Produktion

### Rollsättning
Peter Ustinov gjorde sitt andra filmframträdande som Poirot, efter att tidigare ha spelat den belgiske detektiven i Döden på Nilen (1978). Han sa: "Jag tycker att det är ett bättre manus än det första jag gjorde. Och mycket roligare." Han förklarade också: "Jag tycker att Poirot är en väldigt engagerande karaktär, även om han är ganska hemsk, egentligen. Jag skulle hata att lära känna honom. Han är väldigt fåfäng, självbehärskad och petig. Folk har frågat mig varför han aldrig gifte sig - för att han inte kunde klara av det förstås. En annan anledning är att han är väldigt förälskad i sig själv. Han har nog varit ganska sann mot sig själv. Jag tror inte att han någonsin har varit otrogen mot sig själv."
Maggie Smith och Jane Birkin medverkade också i båda filmerna. Denis Quilley och Colin Blakely medverkade i den tidigare Brabourne-producerade Mordet på Orientexpressen (1974).
Diana Rigg fick rollen som vad hon kallade "den arketypiska ragatan".
Nicholas Clay fick en nyckelroll. Guy Hamilton sa: "Jag letade efter någon som Stewart Granger eller Michael Rennie - snygg, anslående, fysisk, romantisk. Nick har allt. En fin känsla för timing, rätt utseende och en bra fysik."
Sylvia Miles baserade sin roll på Broadwayproducenten Terry Allen Kramer. "Jag har aldrig träffat henne, men jag tänkte att det är så en producent ska vara."

### Filmning
Filmen spelades in på Lee International Studios i Wembley i London och på plats på Mallorca i Spanien i maj 1981. Platsen för Mallorca föreslogs av regissören Guy Hamilton, som hade bott där i flera år.
Den faktiska ön som används för flygbilder är Illa Dragonera, en obebodd ö med "naturparksstatus", som ligger strax utanför Mallorcas västkust nära Sant Elm. Andra platser som användes var Cala Blanca som Ladder Bay kusten utanför Sant Elm för södra Frankrike (Sir Horaces båtscener). Cala d'en Monjo användes för utsidan av Daphne's Cove och Hotel. Själva hotellet var en privat egendom som senare köptes av Mallorca Island Council för att skapa en naturpark. "Gull Cove" är den avlägsna Cala en Feliu på Cap de Formentor. De andra exteriörbilderna från hotellet filmades på Raixa Estate i Bunyola, en stor italiensk villa omgiven av trädgårdar. En gång ägdes den av den tyske designern Jil Sander, men köptes senare av Mallorcas öråd. I början går Poirot ombord på sin båt till ön från Cala de Deià, viken nedanför byn Deià.
De tidiga scenerna på hedarna spelades in i Yorkshire Dales, England, med utsidan av polisstationen som det tidigare litterära institutet i Muker, Swaledale.

### Skillnader mellan roman och film
- Miljön flyttades till en avskild semesterort som besöktes av de rika och berömda i Adriatiska havet – denna miljö filmades på Mallorca.
- Horace Blatt är en adlad miljonär och ingen heroinsmugglare. Blatt hade ett tidigare förhållande med Arlena innan hon gifte sig med Kenneth. Han utreds av Poirot för att ha försökt försäkra en falsk juvel och avslöjar när han intervjuas att Arlena tog den riktiga juvelen, men inte innan han hade kopierat den och gett kopian till Blatt. Den riktiga juvelen försvinner senare under mordet, men hittas i Patricks ägo av Poirot när han hittar bevis som bevisar att han är Arlenas mördare.
- Alice Corrigans efternamn ändras till Ruber och mordet på henne sker på Yorkshire Moors. Poirot är involverad i utredningen av mordet på henne genom sitt försäkringsbolag som Blatt också använder, men när han inte hittar något behåller han dokumenten. Dessa använder han senare för att bevisa Patricks inblandning i mordet för att avslöja att handstilen på Alices policy och checken som undertecknats av honom är densamma. Poirot tillägger vidare att efternamnet Ruber som han använde när han gifte sig med Alice är latin för "Redfern"; Patricks yrke tidigare var lärare i latin.
- Christine Redferns påstående om att hon var höjdrädd avslöjas av Lindas berättelse på morddagen. Hon mindes hur Christine vinkade till henne från kanten av en klippa. Poirot avslöjar detta som en del av sin upplösning. Christine låter också Linda bära en badmössa för att dämpa ljudet av en kanon som avfyras klockan 12, detta element i handlingen fanns inte med i romanen.
- Emily Brewster förvandlas till en man vid namn Rex Brewster, författaren till Arlenas ännu inte publicerade biografi.
- Linda Marshall försöker inte mörda, är inte misstänkt för mordet och försöker inte begå självmord.
- Paret Gardener är teaterproducenter, som ogillar det faktum att Arlena lämnade en av deras uppsättningar av medicinska skäl; Paret ifrågasätter om detta gjordes med flit. Carrie döps om till Myra och är amerikansk istället.
- Myra ersätter Brewster när hon följer med Patrick på en båt för att hitta Arlenas förmodade döda kropp.
- Major Barry, kommissarie Colgate och pastor Stephen Lane utesluts från berättelsen medan Rosamund Darnley döps om till Daphne Castle och agerar som en före detta motspelare till Arlena's och en hotellägare som har sympati för Kenneth och Linda på grund av Arlenas behandling.

## Trivia
- Peter Ustinov designade själv baddräkten han bär i filmen.
- När Hercule Poirot (Peter Ustinov) undersöker hotellregistret för att hitta underskrifter från tidigare gäster, upptäcker han namnen på flera internationella kändisar under 1930-talet, inklusive Cole Porter, Ivor Novello, Maurice Chevalier, Fred Astaire, Adele Astaire, Charlie Chaplin och möjligen Marlene Dietrich (en notering med en hemadress anges som Berlin, även om signaturen är oläslig bortsett från huvudstaderna M och D). Inslaget är troligen ett internr skämt av filmskaparna eftersom det bara visas i bild i en kort sekund eller två.
- Peter Ustinov dubbade sig själv för den tyska versionen av denna film. I den franska versionen gjorde han likadant tillsammans med Jane Birkin.
- Trots att filmen var billigare, mindre stjärnspäckad och mindre ambitiös än sina två föregångare Mordet på Orientexpressen (1974) och Döden på Nilen (1978), båda stora succéer, var den här filmen en stor pengaförlust och satte stopp för Agatha Christie-franchisen av producenterna John Brabourne och Richard Goodwin.
- Trots att han inte fanns med i originalromanen innehöll tidiga versioner av manuset karaktären överste Race, spelad av David Niven i Döden på Nilen (1978). Niven erbjöds att återvända men var tvungen att tacka nej på grund av sin sviktande hälsa.
- I början av filmen pratar Rex Brewster (Roddy McDowall) med Daphne Castle (Dame Maggie Smith) om pjäsen som Alena Marshall (Dame Diana Riggs) just har medverkat i, "Hail and Farewell". Det är den pjäsen som Gordon Miller (Groucho Marx) försöker få stöd för i Panik på hotellet (1938).
- Sylvia Miles var upptagen med att arbeta med "It's Me, Sylvia", en pjäs baserad på hennes liv, när hon fick ett samtal från sin agent om erbjudandet att spela James Masons fru i den här filmen. Inspelningen skulle ta tolv veckor på Mallorca och i London. Miles svarade: "Men Milton, jag håller på att repetera för mitt livs historia!" Han sa: "Åt helvete med ditt liv! Det här är viktigare." Miles funderade på saken och höll med. Hon sa att hon fick den bästa upplevelsen i hela sitt liv.
- Producenterna ville verkligen ha Graham Chapman som Sir Horace Blatt. Han var dock ovillig att spela huvudrollen eftersom han kände att de andra skådespelarna inte var "stjärnor" som sina föregångare. Men efter att James Mason och Maggie Smith skrivit på kontaktade han producenterna och fick veta att rollen redan var tillsatt.
- Dame Diana Rigg och Dame Maggie Smith har båda barn som dök upp tillsammans i en annan produktion baserad på en Agatha Christie-roman. Rachael Stirling (Riggs dotter) och Toby Stephens (Smiths son) medverkade i Fem små grisar (2003). Fem små grisar var nästa Poirot-bok som publicerades efter Mord på ljusa dagen.
- Carol Channing ville spela Myra Gardener. Producenterna var ivriga att skriva kontrakt med henne, men hon kunde inte på grund av teaterengagemang så Sylvia Miles fick rollen istället.
- I sitt porträtt av den flamboyanta skvallerkrönikören Rex Brewster formade Roddy McDowall sin röst stavelse för stavelse efter hur Tallulah Bankhead pratade.
- Tre minuter in i filmen gör regissören Guy Hamilton en cameo som en fotgängare.[25]